# 電離原行星盤

在獵戶座大星雲中的原行星盤。

電離原行星盤（英語：proplyd）是指圍繞年輕恆星外部因光致蒸發的發光盤面。在獵戶座大星雲中發現了近180個電離原行星盤。其它恆星形成區域中的電離原行星盤非常少見，而獵戶座因為相對接近地球，是唯一一個擁有大量已知樣本的區域。

## 歷史
1979年，日中峰天文台使用拉勒曼德電子相機在獵戶四邊形星團附近顯示了六個未能解析的高電離源。這些來源沒有被解釋為電離原行星盤，而是部分電離球（PIGs，partly ionized globules）。這個想法是，這些物體被M42從外部電離。後來使用甚大天線陣的觀測顯示，這些來源凝聚的大小相當於太陽系的尺度。因而出現了這樣的想法：這些物體可能是被原恆星蒸發出來，環繞在低質量恆星周圍的吸積盤。
1993年，使用哈伯太空望遠鏡的廣視場相機獲得的圖像，清楚地解決了Propllyds，並使用了術語"proplyd"。

## 特性
在獵戶座大星雲中，觀察到的電離原行星盤通常是兩種類型之一。在發光恆星周圍有一些輝光，發現是在圓盤靠近恆星的情況下，因恆星的光度而發光。其它被發現在離主星更遠地方的電離原行星盤，由於來自圓盤本身較冷的塵埃和氣體的自我遮蔽，它們顯示為黑暗的輪廓。一些電離原行星盤顯示出輻照度衝擊波推動電離原行星盤運動的跡象。獵戶座大星雲距離太陽約1,500光年，有非常活躍的恆星形成。 獵戶座大星雲和太陽都位於銀河系的同一螺旋臂中。
一個電離原行星盤可以形成新的行星和微行星系統。目前的模型表明，恆星和行星的金屬量，以及正確的行星系溫度和距恆星的距離，是行星和微行星形成的關鍵。迄今為止，太陽系有8顆行星，5顆矮行星和5個微行星系統，是發現的最大行星系。大多數電離原行星盤發展成一個沒有微行星系統的系統，或者發展成一個非常大的微行星系統。

## 其他恆星形成區的電離原行星盤

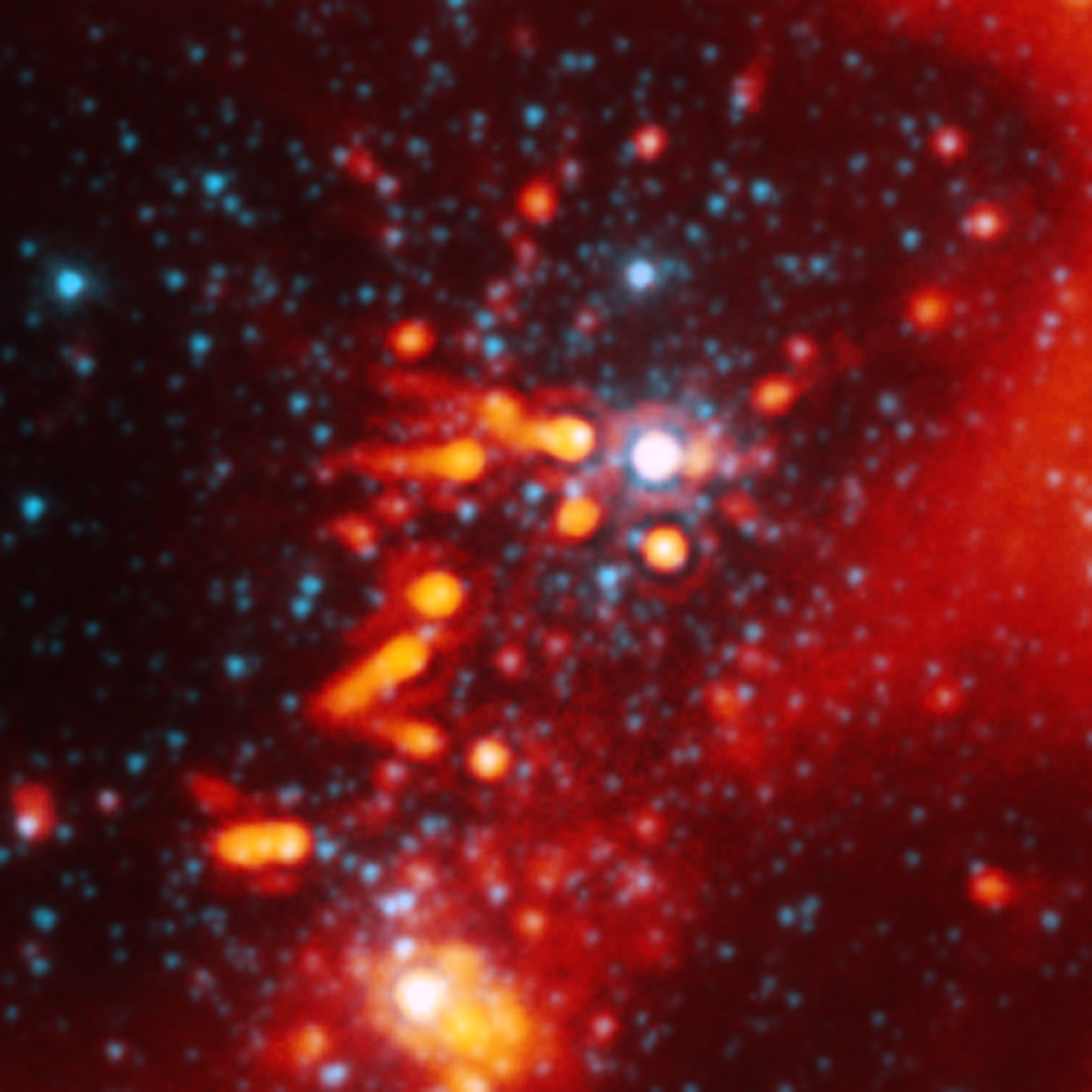
如史匹哲太空望遠鏡所見，塵土飛揚的電離原行星盤指向靈魂星雲中的HD 17505。

用哈伯太空望遠鏡發現了其它恆星形成區的光致蒸發電離原行星盤。NGC 1977目前代表獵戶座大星雲以外擁有最多電離原行星盤的恆星形成區，有7個已確認的電離原行星盤。這也是B型恆星獵戶座42負責光致蒸發的第一個例子。此外，在非常年輕的NGC 2024區域，發現了4個明確的和4個候選的電離原行星盤，其中兩個是被B型星光致蒸發。NGC 2024的電離原行星盤意義重大，因為它們暗示了原行星盤的外部光致蒸發甚至可以與非常早期的行星形成（在前五十萬年內）競爭。 
另一種類型的光致蒸發是用史匹哲太空望遠鏡發現的。這些彗尾代表塵埃被拉離原行星盤。靈魂星雲，特別是在HD 17505周圍，是一個有許多塵土飛揚的地區。 這些塵埃狀的盤體耗盡了圓盤外部區域的任何氣體，但光致蒸發可能會留下更穩固，可能富含氣體成分半徑為5-10天文單位的內部圓盤。
獵戶座大星雲和其它恆星形成區的電離原行星盤，代表了低質量恆星周圍的原始行星盤，這些盤的外部被光致蒸發。這些低質量的電離原行星盤通常位於大質量OB恆星的0.3秒差距（60,000天文單位）內，塵埃狀的電離原行星盤具有長度為0.1至0.2秒差距（20,000至40,000天文單位）的尾巴。有一種建議的中間大質量對應物類型，稱為類電離原行星盤天體。 NGC 3603和後來在天鵝座OB2中的天體被建議為獵戶座大星雲中發現的明亮電離原行星盤的中間大質量版本。以天鵝座OB2中的類電離原行星盤天體為例，大多數與OB恆星的距離為6至14秒差距，尾部長度為0.11至0.55秒差距（24,000至113,000 w天文單位）。類電離原行星盤天體作為中間質量電離原行星盤的性質，部分地得到了一個天體的光譜支援，這表明質量損失率高於質量吸積率。但另一個物體沒有顯示任何流出，而是吸積。

## 圖集

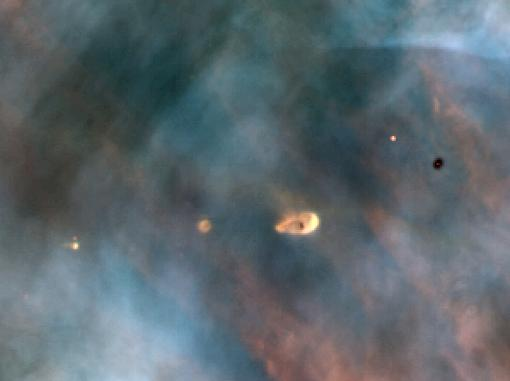
由哈伯太空望遠鏡拍攝的獵戶座大星雲內幾個電離原行星盤的影像
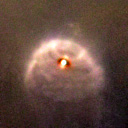
來自哈伯太空望遠鏡，在獵戶座大星雲中常明亮的181-825
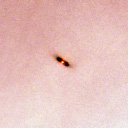
來自哈伯太空望遠鏡，獵戶座大星雲中的黑暗電離原行星盤132-1832
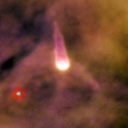
來自哈伯太空望遠鏡，獵戶座大星雲中明亮的170-249。向上的尾巴是從激發的電離原行星盤中吹走的一股塵埃和氣體噴流。
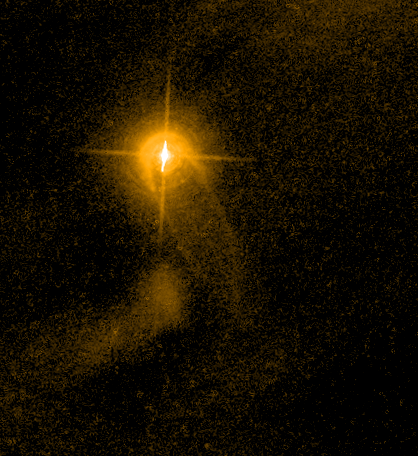
由哈伯太空望遠鏡拍攝的恆星形成區NGC 1977的電離原行星盤影像
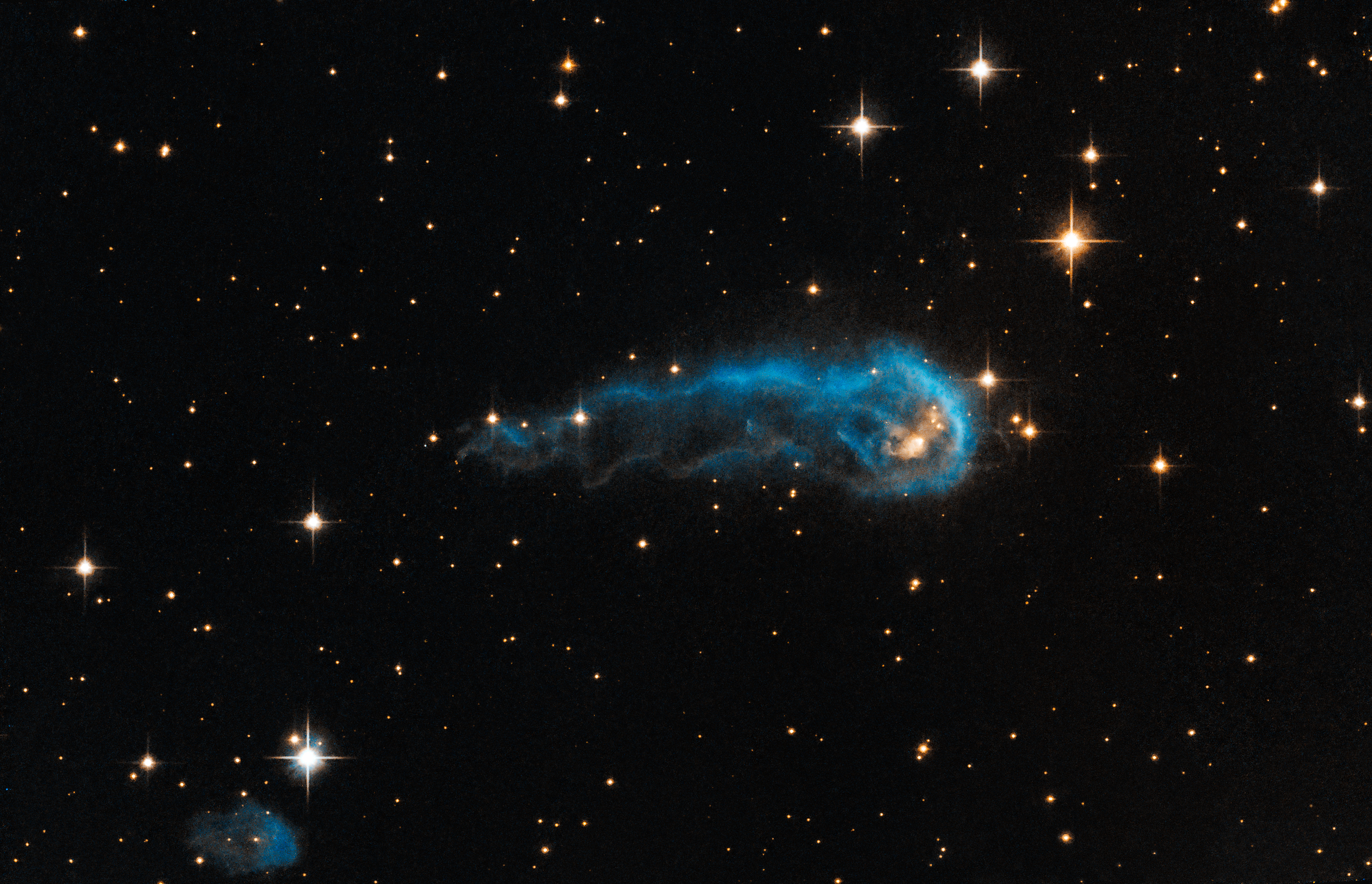
被天鵝座OB2星協的大質量恆星照亮的一個所謂類電離原行星盤天體，